# Kohar
Kohar is een compositie van de Armeens-Schotse componist Alan Hovhaness.

## Muziek
Kohar is een (Armeense) meisjesnaam en is Armeens voor juweel. Het werk is een soort dubbelconcert voor dwarsfluit en althobo, bijgestaan door pauken en strijkinstrumenten. Het werk bestaat uit twee delen, die doorgecomponeerd zijn (achterelkaar door gespeeld). Deel 1 bevat het solistenduo dwarsfluit en althobo die een lange melodielijn spelen tegenover pizzicato strijkinstrumenten; deze laatste geven daarbij een continue strak ritme aan, dat vergeleken kan worden met de basis van minimal music. Het tweede deel is een dansachtige voortzetting, waarin de pauken en de strijkers aan bod komen.

## Delen
1. Moderato, noble and voice-like
2. Allegro – powerful, dance-like, rhythmic

## Orkestratie
- dwarsfluit, althobo
- pauken
- violen, altviolen, celli, contrabassen

## Discografie
- Uitgave Koch International: Manhattan Chamber Orchestra o.l.v. Richard Auldan Clark; opname 1995 (niet meer verkrijgbaar)